# Tama, Idlib
Tama, Idlib (tiếng Ả Rập: الطامة) là một ngôi làng Syria nằm ở Al-Tamanah Nahiyah ở huyện Maarrat al-Nu'man, Idlib. Theo Cục Thống kê Trung ương Syria (CBS), Tama, Idlib có dân số 1538 trong cuộc điều tra dân số năm 2004.